# Michael Gordon Rix
Michael Gordon Rix est un arachnologiste australien, spécialiste des araignées australiennes.

## Biographie
Étudiant à l'université d'Australie-Occidentale, il obtient un doctorat en 2009, intitulé Taxonomy and systematics of the Australian Micropholcommatidae (Arachnida: Araneae).
En février 2020, il devient conservateur principal de l'arachnologie et chargé de recherche dans le programme Biodiversité et géosciences du Queensland Museum. Il a occupé de nombreux postes, notamment président de la Society of Australian Systematic Biologists et éditeur associé de The Journal of Arachnology. Il est largement publié et cité. Son intérêt pour les araignées s'est développé dans son enfance.
Il s'intéresse aux mygales australiennes et à leur déclin au cours de la dernière décennie,. Au début de 2020, Rix se dit préoccupé par l'extinction probable de Zephyrarchaea austini qui n'est connue que dans la zone de protection de la nature sauvage de la rivière Western sur l'Île Kangourou, à la suite des feux de brousse catastrophiques de 2020.

## Taxons nommés en son honneur
- Opopaea rixi Baehr & Harvey, 2013
- Ischnothyreus rixi Edward & Harvey, 2014
- Pinkfloydia rixi Hormiga, 2017
- Eriauchenus rixi Wood & Scharff, 2018

## Taxons décrits
Le World Spider Catalog, en janvier 2022, répertorie 236 espèces et 24 genres décrits ou co-décrits par Rix :
- Algidiella Rix & Harvey, 2010
- Aname aragog Harvey, Framenau, Wojcieszek, Rix & Harvey, 2012
- Aname elegans Harvey, Wilson & Rix, 2022
- Aname ellenae Harvey, Framenau, Wojcieszek, Rix & Harvey, 2012
- Aname marae Harvey, Framenau, Wojcieszek, Rix & Harvey, 2012
- Aname mellosa Harvey, Framenau, Wojcieszek, Rix & Harvey, 2012
- Aname pulchella Harvey, Wilson & Rix, 2022
- Anarchaea falcata Rix, 2006
- Anarchaea raveni Rix, 2006
- Anarchaea robusta (Rix, 2005)
- Anarchaea Rix, 2006
- Austrarchaea alani Rix & Harvey, 2011
- Austrarchaea aleenae Rix & Harvey, 2011
- Austrarchaea binfordae Rix & Harvey, 2011
- Austrarchaea christopheri Rix & Harvey, 2011
- Austrarchaea clyneae Rix & Harvey, 2011
- Austrarchaea cunninghami Rix & Harvey, 2011
- Austrarchaea davidi Rix, 2022
- Austrarchaea dianneae Rix & Harvey, 2011
- Austrarchaea griswoldi Rix & Harvey, 2012
- Austrarchaea harmsi Rix & Harvey, 2011
- Austrarchaea helenae Rix & Harvey, 2011
- Austrarchaea hoskini Rix & Harvey, 2012
- Austrarchaea judyae Rix & Harvey, 2011
- Austrarchaea karenae Rix & Harvey, 2012
- Austrarchaea laidlawae Rix, 2022
- Austrarchaea mascordi Rix & Harvey, 2011
- Austrarchaea mcguiganae Rix & Harvey, 2011
- Austrarchaea milledgei Rix & Harvey, 2011
- Austrarchaea monteithi Rix & Harvey, 2011
- Austrarchaea platnickorum Rix & Harvey, 2011
- Austrarchaea raveni Rix & Harvey, 2011
- Austrarchaea smithae Rix & Harvey, 2011
- Austrarchaea tealei Rix & Harvey, 2012
- Austrarchaea thompsoni Rix & Harvey, 2012
- Austrarchaea wallacei Rix & Harvey, 2012
- Austrarchaea westi Rix & Harvey, 2012
- Austrarchaea woodae Rix & Harvey, 2012
- Austropholcomma florentine Rix & Harvey, 2010
- Austropholcomma walpole Rix & Harvey, 2010
- Austropholcomma Rix & Harvey, 2010
- Bertmainius colonus Harvey, Main, Rix & Cooper, 2015
- Bertmainius monachus Harvey, Main, Rix & Cooper, 2015
- Bertmainius mysticus Harvey, Main, Rix & Cooper, 2015
- Bertmainius opimus Harvey, Main, Rix & Cooper, 2015
- Bertmainius pandus Harvey, Main, Rix & Cooper, 2015
- Bertmainius tumidus Harvey, Main, Rix & Cooper, 2015
- Bertmainius Harvey, Main, Rix & Cooper, 2015
- Blakistonia bassi Harrison, Rix, Harvey & Austin, 2018
- Blakistonia bella Harrison, Rix, Harvey & Austin, 2018
- Blakistonia birksi Harrison, Rix, Harvey & Austin, 2018
- Blakistonia carnarvon Harrison, Rix, Harvey & Austin, 2018
- Blakistonia emmottorum Harrison, Rix, Harvey & Austin, 2018
- Blakistonia gemmelli Harrison, Rix, Harvey & Austin, 2018
- Blakistonia hortoni Harrison, Rix, Harvey & Austin, 2018
- Blakistonia mainae Harrison, Rix, Harvey & Austin, 2018
- Blakistonia maryae Harrison, Rix, Harvey & Austin, 2018
- Blakistonia newtoni Harrison, Rix, Harvey & Austin, 2018
- Blakistonia nullarborensis Harrison, Rix, Harvey & Austin, 2018
- Blakistonia olea Harrison, Rix, Harvey & Austin, 2018
- Blakistonia parva Harrison, Rix, Harvey & Austin, 2018
- Blakistonia pidax Harrison, Rix, Harvey & Austin, 2018
- Blakistonia plata Harrison, Rix, Harvey & Austin, 2018
- Blakistonia raveni Harrison, Rix, Harvey & Austin, 2018
- Blakistonia tariae Harrison, Rix, Harvey & Austin, 2018
- Blakistonia tunstilli Harrison, Rix, Harvey & Austin, 2018
- Blakistonia wingellina Harrison, Rix, Harvey & Austin, 2018
- Bungulla ajana Rix, Raven & Harvey, 2018
- Bungulla aplini Rix, Raven & Harvey, 2018
- Bungulla banksia Rix, Raven & Harvey, 2018
- Bungulla bella Rix, Raven & Harvey, 2018
- Bungulla bertmaini Rix, Main, Raven & Harvey, 2017
- Bungulla bidgemia Rix, Raven & Harvey, 2018
- Bungulla biota Rix, Raven & Harvey, 2018
- Bungulla bringo Rix, Raven & Harvey, 2018
- Bungulla burbidgei Rix, Raven & Harvey, 2018
- Bungulla dipsodes Rix, Raven & Harvey, 2018
- Bungulla disrupta Rix, Raven & Harvey, 2018
- Bungulla ferraria Rix, Raven & Harvey, 2018
- Bungulla fusca Rix, Raven & Harvey, 2018
- Bungulla gibba Rix, Raven & Harvey, 2018
- Bungulla hamelinensis Rix, Raven & Harvey, 2018
- Bungulla harrisonae Rix, Raven & Harvey, 2018
- Bungulla hillyerae Rix, Raven & Harvey, 2018
- Bungulla inermis Rix, Raven & Harvey, 2018
- Bungulla iota Rix, Raven & Harvey, 2018
- Bungulla keigheryi Rix, Raven & Harvey, 2018
- Bungulla keirani Rix, Raven & Harvey, 2018
- Bungulla kendricki Rix, Raven & Harvey, 2018
- Bungulla laevigata Rix, Raven & Harvey, 2018
- Bungulla mckenziei Rix, Raven & Harvey, 2018
- Bungulla oraria Rix, Raven & Harvey, 2018
- Bungulla parva Rix, Raven & Harvey, 2018
- Bungulla quobba Rix, Raven & Harvey, 2018
- Bungulla sampeyae Rix, Raven & Harvey, 2018
- Bungulla weld Rix, Raven & Harvey, 2018
- Bungulla westi Rix, Raven & Harvey, 2018
- Bungulla yeni Rix, Raven & Harvey, 2018
- Bungulla Rix, Main, Raven & Harvey, 2017
- Calcarsynotaxus benrobertsi Rix, Roberts & Harvey, 2009
- Cataxia barrettae Rix, Bain, Main & Harvey, 2017
- Cataxia colesi Rix, Bain, Main & Harvey, 2017
- Cataxia melindae Rix, Bain, Main & Harvey, 2017
- Cataxia sandsorum Rix, Bain, Main & Harvey, 2017
- Cryptoforis absona Wilson, Raven & Rix, 2021
- Cryptoforis arenaria Wilson, Raven & Rix, 2021
- Cryptoforis cairncross Wilson, Raven & Rix, 2021
- Cryptoforis cassisi Wilson, Raven & Rix, 2021
- Cryptoforis celata Wilson, Raven & Rix, 2021
- Cryptoforis cooloola Wilson, Raven & Rix, 2021
- Cryptoforis fallax Wilson, Raven & Rix, 2021
- Cryptoforis grayi Wilson, Raven & Rix, 2021
- Cryptoforis hickmani Wilson, Raven & Rix, 2021
- Cryptoforis hughesae Wilson, Rix & Raven, 2020
- Cryptoforis mainae Wilson, Raven & Rix, 2021
- Cryptoforis montana Wilson, Raven & Rix, 2021
- Cryptoforis monteithi Wilson, Raven & Rix, 2021
- Cryptoforis woondum Wilson, Raven & Rix, 2021
- Cryptoforis xenophila Wilson, Raven & Rix, 2021
- Cryptoforis zophera Wilson, Raven & Rix, 2021
- Cryptoforis Wilson, Rix & Raven, 2020
- Eperiella alsophila Rix & Harvey, 2010
- Eperiella hastings Rix & Harvey, 2010
- Eperiella Rix & Harvey, 2010
- Epigastrina loongana Rix & Harvey, 2010
- Epigastrina typhlops Rix & Harvey, 2010
- Epigastrina Rix & Harvey, 2010
- Eterosonycha aquilina Rix & Harvey, 2010
- Eterosonycha ocellata Rix & Harvey, 2010
- Eucanippe absita Rix, Main, Raven & Harvey, 2018
- Eucanippe agastachys Rix, Main, Raven & Harvey, 2018
- Eucanippe bifida Rix, Main, Raven & Harvey, 2017
- Eucanippe eucla Rix, Main, Raven & Harvey, 2018
- Eucanippe mallee Rix, Main, Raven & Harvey, 2018
- Eucanippe mouldsi Rix, Main, Raven & Harvey, 2018
- Eucanippe nemestrina Rix, Main, Raven & Harvey, 2018
- Eucanippe Rix, Main, Raven & Harvey, 2017
- Eucyrtops ksenijae Rix & Harvey, 2022
- Euoplos booloumba Wilson & Rix, 2021
- Euoplos cornishi Rix, Wilson & Harvey, 2019
- Euoplos crenatus Wilson, Rix & Raven, 2019
- Euoplos eungellaensis Wilson, Harvey & Rix, 2022
- Euoplos goomboorian Wilson, Rix & Raven, 2019
- Euoplos grandis Wilson & Rix, 2019
- Euoplos jayneae Wilson & Rix, 2021
- Euoplos kalbarri Rix, Wilson & Harvey, 2019
- Euoplos raveni Wilson & Rix, 2021
- Euoplos regalis Wilson & Rix, 2021
- Euoplos saplan Rix, Wilson & Harvey, 2019
- Euoplos schmidti Wilson & Rix, 2021
- Euoplos thynnearum Wilson, Rix & Raven, 2019
- Euoplos turrificus Wilson, Rix & Raven, 2019
- Flavarchaea anzac Rix, 2006
- Flavarchaea badja Rix, 2006
- Flavarchaea barmah Rix, 2006
- Flavarchaea hickmani (Rix, 2005)
- Flavarchaea humboldti Rix & Harvey, 2010
- Flavarchaea lofty Rix, 2006
- Flavarchaea lulu (Rix, 2005)
- Flavarchaea stirlingensis Rix, 2006
- Flavarchaea Rix, 2006
- Forstrarchaea Rix, 2006
- Gaius aurora Rix, Raven & Harvey, 2018
- Gaius austini Rix, Raven & Harvey, 2018
- Gaius cooperi Rix, Raven & Harvey, 2018
- Gaius hueyi Rix, Raven & Harvey, 2018
- Gaius humphreysi Rix, Raven & Harvey, 2018
- Gaius mainae Rix, Raven & Harvey, 2018
- Gaius tealei Rix, Raven & Harvey, 2018
- Gigiella milledgei Rix & Harvey, 2010
- Gigiella platnicki Rix & Harvey, 2010
- Gigiella Rix & Harvey, 2010
- Guiniella Rix & Harvey, 2010
- Idiosoma arenaceum Rix & Harvey, 2018
- Idiosoma clypeatum Rix & Harvey, 2018
- Idiosoma corrugatum Rix & Harvey, 2018
- Idiosoma dandaragan Rix & Harvey, 2018
- Idiosoma formosum Rix & Harvey, 2018
- Idiosoma galeosomoides Rix, Main, Raven & Harvey, 2017
- Idiosoma gardneri Rix & Harvey, 2018
- Idiosoma gutharuka Rix & Harvey, 2018
- Idiosoma incomptum Rix & Harvey, 2018
- Idiosoma intermedium Rix & Harvey, 2018
- Idiosoma jarrah Rix & Harvey, 2018
- Idiosoma kopejtkaorum Rix & Harvey, 2018
- Idiosoma kwongan Rix & Harvey, 2018
- Idiosoma mcclementsorum Rix & Harvey, 2018
- Idiosoma mcnamarai Rix & Harvey, 2018
- Idiosoma schoknechtorum Rix & Harvey, 2018
- Judalana lutea Rix, 1999
- Judalana Rix, 1999
- Micropholcomma junee Rix & Harvey, 2010
- Micropholcomma linnaei Rix, 2008
- Namea gloriosa Rix, Wilson & Harvey, 2020
- Namea gowardae Rix, Wilson & Harvey, 2020
- Namea nebo Rix, Wilson & Harvey, 2020
- Namea nigritarsus Rix, Wilson & Harvey, 2020
- Nanarchaea Rix, 2006
- Normplatnicka barrettae Rix & Harvey, 2010
- Normplatnicka chilensis Rix & Harvey, 2010
- Normplatnicka Rix & Harvey, 2010
- Olgania cracroft Rix & Harvey, 2010
- Olgania eberhardi Rix & Harvey, 2010
- Olgania troglodytes Rix & Harvey, 2010
- Olgania weld Rix & Harvey, 2010
- Ozarchaea bodalla Rix, 2006
- Ozarchaea bondi Rix, 2006
- Ozarchaea daviesae Rix, 2006
- Ozarchaea forsteri Rix, 2006
- Ozarchaea harveyi Rix, 2006
- Ozarchaea janineae Rix, 2006
- Ozarchaea platnicki Rix, 2006
- Ozarchaea spurgeon Rix, 2006
- Ozarchaea stradbroke Rix, 2006
- Ozarchaea valida Rix, 2006
- Ozarchaea waldockae Rix, 2006
- Ozarchaea werrikimbe Rix, 2006
- Ozarchaea westraliensis Rix, 2006
- Ozarchaea wiangarie Rix, 2006
- Ozarchaea Rix, 2006
- Patelliella adusta Rix & Harvey, 2010
- Patelliella Rix & Harvey, 2010
- Perissopmeros darwini Rix, Roberts & Harvey, 2009
- Raveniella apopsis Rix & Harvey, 2010
- Raveniella arenacea Rix & Harvey, 2010
- Raveniella cirrata Rix & Harvey, 2010
- Raveniella janineae Rix & Harvey, 2010
- Raveniella mucronata Rix & Harvey, 2010
- Raveniella peckorum Rix & Harvey, 2010
- Raveniella subcirrata Rix & Harvey, 2010
- Raveniella Rix & Harvey, 2010
- Rayforstia lordhowensis Rix & Harvey, 2010
- Rayforstia raveni Rix & Harvey, 2010
- Rayforstia Rix & Harvey, 2010
- Taliniella vinki Rix & Harvey, 2010
- Taliniella Rix & Harvey, 2010
- Taphiassa castanea Rix & Harvey, 2010
- Taphiassa globosa Rix & Harvey, 2010
- Taphiassa magna Rix & Harvey, 2010
- Taphiassa robertsi Rix & Harvey, 2010
- Teyl heuretes Huey, Rix, Wilson, Hillyer & Harvey, 2019
- Tinytrella Rix & Harvey, 2010
- Troglodiplura beirutpakbarai Harvey & Rix, 2020
- Troglodiplura challeni Harvey & Rix, 2020
- Troglodiplura harrisi Harvey & Rix, 2020
- Troglodiplura samankunani Harvey & Rix, 2020
- Westrarchaea pusilla Rix, 2006
- Westrarchaea sinuosa Rix, 2006
- Westrarchaea spinosa Rix, 2006
- Westrarchaea Rix, 2006
- Zephyrarchaea austini Rix & Harvey, 2012
- Zephyrarchaea barrettae Rix & Harvey, 2012
- Zephyrarchaea grayi Rix & Harvey, 2012
- Zephyrarchaea janineae Rix & Harvey, 2012
- Zephyrarchaea marae Rix & Harvey, 2012
- Zephyrarchaea marki Rix & Harvey, 2012
- Zephyrarchaea melindae Rix & Harvey, 2012
- Zephyrarchaea porchi Rix & Harvey, 2012
- Zephyrarchaea vichickmani Rix & Harvey, 2012
- Zephyrarchaea Rix & Harvey, 2012